# 용인 목신리 석조여래입상
용인 목신리 석조여래입상(龍仁 木新里 石造如來立像)은 대한민국 경기도 용인시 처인구 원삼면 목신리에 있는 통일신라시대에 화강암으로 만든 여래입상이다. 1985년 6월 28일 경기도의 문화재자료 제62호로 지정되었다.

## 개요
경기도 용인시 원삼면 목신리에 있는 화강암으로 만든 여래입상으로 하반신이 땅에 묻혀 있을 뿐만 아니라 마멸이 심해 정확한 원형을 파악하기 어렵다.
머리에는 넓고 큼직한 상투 모양의 머리묶음이 솟아 있으며, 얼굴은 마멸이 심해 원형을 알 수 없지만 본래는 원만한 인상이었던 것으로 생각된다. 옷은 양 어깨에 두껍게 걸치고 있으며, 어깨 부분에서 굵은 옷주름이 보이고 가슴에는 U자형의 옷주름을 표현하였다. 오른손은 가슴에서 엄지와 검지 손가락을 맞댄 형태이고, 왼손은 아래로 내려 손바닥을 밖으로 향하고 있는 모습이다.
전체적으로 옷주름이나 신체 표현에서 유연성을 보여 주고 있고 고식의 통견과 시무외여원인을 결한 것으로 보아 이 불상은 제작시기가 고려시대 이전으로 올라갈 것으로 추정된다.

## 참고 문헌
- 용인목신리석조여래입상 - 국가유산청 국가유산포털